# Der dritte Mann (Roman)
Der dritte Mann (Originaltitel The Third Man) ist ein Roman von Graham Greene. Der gleichnamige Film aus dem Jahr 1949 entstand aus der Zusammenarbeit von Carol Reed und Alexander Korda, nachdem Graham Greene eine Erzählung als Grundlage dafür geschaffen hatte. In ursprünglicher Form und als Novelle aufbereitet wurde sie 1950 erstmals veröffentlicht.

## Handlung
Der Westernautor Rollo Martins wird von seinem Freund Harry Lime nach Wien eingeladen. Als Martins ankommt, erfährt er, dass Lime bei einem Verkehrsunfall ums Leben gekommen sei. Er beginnt mit eigenen Recherchen, wobei ihm bald auffällt, dass fast alle am Unfall Beteiligten Bekannte von Harry Lime waren. Lediglich ein Anwohner, Herr Koch, hat vom Geschehen etwas mitbekommen; er berichtet arglos von einem „dritten Mann“, einem der Polizei nicht bekannten weiteren Beteiligten an dem Unfall, und wird daraufhin ermordet.
Bei seinen Nachforschungen trifft Martins auch mit Anna Schmidt zusammen, Limes Lebensgefährtin, die sich als Schauspielerin durchschlägt. Martins verliebt sich in sie, doch sie hängt weiterhin an Harry. Da sie in Wirklichkeit aus Ungarn (im Film: Tschechoslowakei) kommt und mit gefälschten Papieren in Wien lebt, ist die sowjetische Besatzungsmacht hinter ihr her. Im Roman versucht die sowjetische Militärpolizei sogar, Anna in ihre Zone zu entführen (wie Greene selbst schreibt: im damaligen Wien ein durchaus nicht seltener Vorgang). Diese Szene wurde für den Film aber fallen gelassen, da Reed Angst hatte, er könnte als Propagandafilm missverstanden werden.
Als Martins nachts verfolgt wird, muss er feststellen, dass sein Verfolger der tot geglaubte Harry Lime ist. Der britische Major Calloway weiht ihn daraufhin in die Verbrechen ein, die Lime zur Last gelegt werden: Handel mit gestohlenem Penicillin, das zur Erhöhung der Gewinnspanne mit gefärbtem Wasser oder Sand gestreckt und damit nicht nur unbrauchbar wird, sondern auch bei einem Fall in einer Kinderklinik dazu führt, dass bei der Behandlung von Hirnhautentzündungen manche Kinder starben, während manche ihren Verstand verloren.
Martins stellt sich der Polizei als Lockvogel zur Verfügung, um seinen Freund aus dem russisch besetzten Teil Wiens, wo dieser sich üblicherweise aufhält (da die sowjetische Militärpolizei gegenüber den MPs der anderen Besatzer nicht gerade kooperativ ist, und er so untertauchen kann), in die Zonen der Westmächte zu locken. Eine Verabredung in einem Kaffeehaus folgt sowie eine Verfolgungsjagd durch das weitverzweigte (und alle vier Sektoren Wiens umfassende) Kanalsystem, bei der Lime angeschossen und, gefangen in einem Ausstiegsschacht, von Martins erschossen wird.

## Entstehung
Wie Greene im Vorwort zu seinem Roman The Third Man schreibt, wurde er „nicht geschrieben, um gelesen zu werden, sondern um gesehen zu werden“. Alexander Korda fragte bei Greene an, ob er für Carol Reed nach dem gemeinsamen Kleines Herz in Not ein Drehbuch schreiben könne, und Greene hatte im Moment nur einen ersten Absatz anzubieten, den er Jahre zuvor auf einem Briefumschlag notiert hatte: „Vor einer Woche hatte ich Abschied von Harry genommen, als sein Sarg in die im Februarfrost erstarrte Erde hinabgelassen wurde. Ich traute also meinen Augen nicht, als ich ihn in London im Menschengewühl des ‚Strand‘ ohne ein Zeichen des Wiedererkennens an mir vorübereilen sah.“ Korda akzeptierte die Idee, bat lediglich um die Verlegung ins Wien der Nachkriegszeit unter der Regierung der vier Siegermächte.
Greenes Arbeitsweise verlangte es, dass ein Stoff erst einmal als Erzählung ausgearbeitet werden musste, bevor er ein Drehbuch daraus fertigen konnte. Auf dieser Grundlage erstellte er dann gemeinsam und ausschließlich mit Carol Reed das Filmdrehbuch. Greene: „‚The Third Man‘ jedoch sollte nie mehr sein als das Rohmaterial zu einem Film. Dem Leser werden zahlreiche Abweichungen der Geschichte vom Film auffallen, er darf aber nicht glauben, dass diese Umwandlungen einem widerstrebenden Autor aufgezwungen wurden; sie können genauso gut von diesem Autor selbst vorgeschlagen worden sein. Und der Film ist tatsächlich besser als die ursprüngliche Erzählung, weil er in diesem besonderen Fall die endgültige Fassung der Erzählung darstellt.“
Für den Film wurden lediglich einige Szenen leicht abgeändert, die Geschichte blieb im Grundsatz unverändert. Der „alberne Vorname“ (Greene) Rollo wurde für den Film durch das amerikanischere Holly ersetzt, so wie auch bei einigen Nebenfiguren Details an die Schauspieler angepasst wurden. Aus Rücksicht auf das amerikanische Publikum wurde der amerikanische Verbrecher Cooler in den Rumänen Popescu geändert.

## Bibliografie
- Graham Greene: The Third Man and the Fallen Idol. Roman. William Heinemann, London 1950.
  - Deutsche Ausgabe: Der dritte Mann und Kleines Herz in Not. Deutsch von Fritz Burger. Artemisverlag, Zürich 1951 (von dieser Übersetzung erschienen bis 1994 sehr viele verschiedene Ausgaben – mit und ohne die Erzählung Kleines Herz in Not – in den unterschiedlichsten Verlagen. 1994 wurde im Rahmen der Neuübersetzungen vieler Werke Greenes die Übertragung Fritz Burgers von Käthe Springer neu durchgesehen.)
  - Neuübersetzung von Nikolaus Stingl, mit einem Nachwort von Hans Zischler. Zsolnay, Wien 2016.
  - Illustrierte Version, Edition Büchergilde, Frankfurt am Main 2017.